# Wandian Daizu Xiang
Wandian Daizu Xiang (kinesiska: 湾甸, 湾甸傣族乡) är en socken i Kina. Den ligger i provinsen Yunnan, i den sydvästra delen av landet, omkring 340 kilometer väster om provinshuvudstaden Kunming. Antalet invånare är 15 459. Befolkningen består av 7 328 kvinnor och 8 131 män. Barn under 15 år utgör 18,0 %, vuxna 15-64 år 74 %, och äldre över 65 år 6,0 %.
Genomsnittlig årsnederbörd är 1 232 millimeter. Den regnigaste månaden är juli, med i genomsnitt 335 mm nederbörd, och den torraste är februari, med 7 mm nederbörd.